# Cadist d'anglais
Le Centre d'Acquisition et de Diffusion de l'Information Scientifique et Technique d’anglais a été créé en juillet 2009 par le Ministère de l’Enseignement supérieur et de la Recherche. Il fait partie du réseau documentaire français des CADIST organisé par disciplines et regroupant des bibliothèques spécialisées. 

## Les Bibliothèques
Le CADIST d’anglais est commun à deux établissements relevant de l’Enseignement Supérieur et de la Recherche :
- Le Service Commun de la Documentation de l'Université Charles de Gaulle- Lille 3 pour les îles Britanniques et l’Irlande.
- Le Service Commun de la Documentation de l’Université Sorbonne Nouvelle – Paris 3 pour les États-Unis, le Commonwealth, la linguistique et la traductologie.

Les bibliothèques du CADIST d'anglais permettent la consultation et le prêt de documents de niveau recherche ayant trait aux thématiques suivantes : 
- littérature
- histoire sociale et culturelle
- arts du spectacle
- cinéma
- médias
- linguistique
- traductologie.